# Kościół Mar Assia al-Hakim w Aleppo
Kościół Mar Assia al-Hakim w Aleppo – syryjskokatolicki kościół w Aleppo. Położony jest w centrum miasta, w dzielnicy Al-Dżudajda. Dedykowamy jest lokalnemu świętemu.

## Historia
Kościół powstał w 1500 roku. Do roku 1970, gdy wybudowano nowy kościół w dzielnicy Al-Azizijja był katedrą archidiecezji Aleppo. W 1850 roku w czasie pogromu chrześcijan podburzeni muzułmanie spalili kościół i zranili ówczesnego patriarchę Ignacego Piotra VII Dżarwę. Po raz drugi kościół ucierpiał w roku 2012 gdy islamscy terroryści obecni wówczas w mieście go ostrzelali.

## Architektura
Świątynia jest budowlą murowaną, niewyróżniającą się spośród okolicznej zabudowy. Wnętrze podzielone jest na trzy nawy zakończone apsydami. Po lewej stronie świątyni (patrząc od wejścia) znajduje się niewielka kaplica boczna.

## Wnętrze
Skromne wnętrze utrzymane jest w tradycyjnym stylu nieodbiegającym zbytnio od wystroju świątyń syryjskoprawosławnych. Ołtarz główny usytuowany przy ścianie przykryty jest ozdobnym baldachimem, nie ma w nim obrazów, a tylko tabernakulum. W bocznych apsydach również znajdują się podobne ołtarze. W dużo okazalszy ołtarz wyposażona jest przylegająca do nawy kaplica. W kościele znajduje się także ambona.